# Decantador

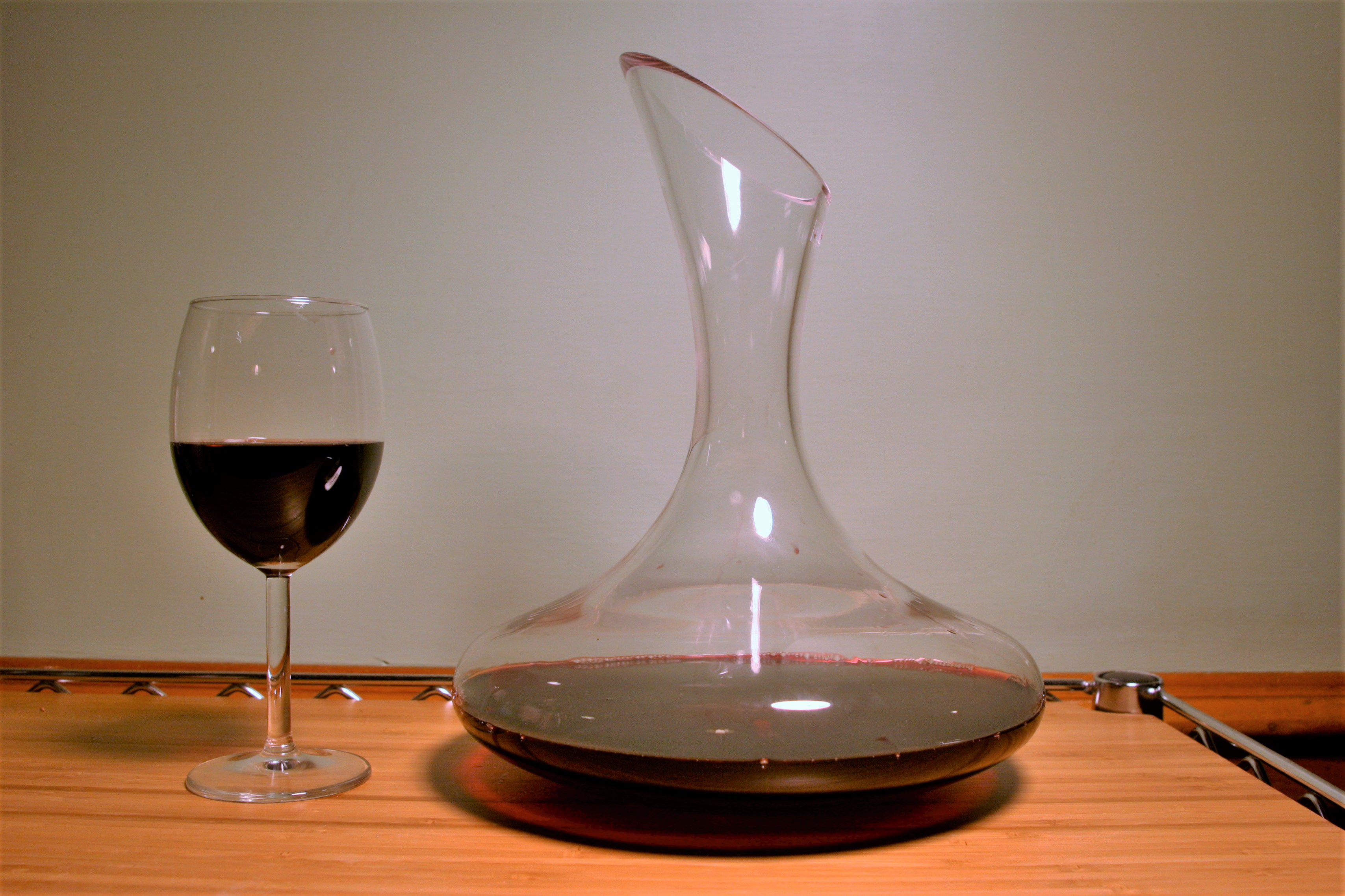
Taça e decantador

Decantador é um recipiente de fundo largo e abertura estreita utilizado para separar sedimentos de um determinado líquido.  
Quando utilizado com vinhos, ele possui basicamente duas funções:  
1. ajudar a separar pequenos sedimentos, resultado da ação do tempo em vinhos mais antigos que costumam ter esses resíduos. Ao transferir lentamente o liquido da garrafa para o decantador, é possível manter as chamadas "borras" na garrafa, deixando ir para o decantador o vinho apenas.  
2. oxigená-los, facilitando o processo de liberação dos aromas da bebida pouco antes de ser tomada. Expor o vinho ao ar através do decantador ajuda a areá-lo, o que faz com que seus aromas sejam mais bem notados, seus taninos mais macios e o álcool menos presente, em virtude da maior área de contato do líquido com o ar no decantador se comparada à área de contato quando ainda se encontra engarrafado. 
Muitas vezes o decantador é visto como somente um acessório decorativo sem uma função definida, mas, para alguns especialistas, este objeto tem papel fundamental para aflorar as melhores características do sabor e aroma do vinho. Nem todo vinho precisa ser decantado, porém vinhos mais antigos, com mais de 10 anos, vão apresentar excelentes resultados se decantados antes do consumo.
Na antiguidade, o vinho era armazenado em ânforas grandes, e o decantador era utilizado para servir a bebida dos deuses. Funcionava como um recipiente intermediário para servir bebida as pessoas. Desde sua criação, sua forma sofreu algumas alterações, o formato costumava ser um bojo largo e um gargalo em forma de funil, hoje ele possui formatos diversos. Normalmente era feito com bronze, prata, ouro ou cerâmica, atualmente são feitos normalmente de vidro ou cristal. 

" O processo para aeração de um vinho é bem simples e para cada um há um tempo médio de decantação. A regra básica diz que vinhos jovens não devem passar dos 30 minutos no decantador, os vinho com mais de 4 anos, devem demorar um pouco mais, já os vinhos bem antigos não precisam de muito tempo no decantador pois seu processo de aeração pode se completar na própria taça. "  